# 田章
田 章（でん しょう、生没年不詳）は、中国三国時代から西晋にかけての軍人。田璋とも。魏・西晋に仕えた。

## 生涯
征蜀の戦いにおいて、鄧艾は江油を経由して綿竹県への進軍を目指し、鍾会や諸葛緒らは剣閣への攻撃を選択した。鍾会麾下の将軍であった田章らの部隊は剣閣から西方の江由へ派遣され、江由城まで百里の地点で蜀軍の伏兵三部隊と遭遇するもこれを撃破した。その後は鄧艾と合流すると田章はその先鋒となり長駆進軍した。
泰始4年（268年）10月、呉の施績が江夏に侵入し、万彧が襄陽を攻めると、司馬望は龍陂に駐屯し、後将軍の田章と荊州刺史の胡烈がこれを破り撃退した。
泰始6年（270年）、胡烈が鮮卑の樹機能との戦いで戦死すると、都督秦州諸軍事・安西将軍の石鑒と奮威護軍の田章がこれを討った（同時期に涼州刺史の牽弘、都督雍涼諸軍事の司馬駿、安西軍師の杜預らも派遣された）
泰始7年（271年）、薬蘭泥・白虎文が涼州刺史の牽弘を殺害すると田章が派遣され薬蘭泥を討伐した。